# Солунски стени
Солунските стени (на гръцки: Τείχη της Θεσσαλονίκης) са защитните стени, заобикалящи град Солун през Средновековието и до края на XIX век, когато голяма част от тях, включително тази откъм морето, са разрушени като част от османското преструктуриране на града при управлението на валията Мехмед Сабри паша.
От 1988 година Солунските стени са част от обектите на световното наследство на Юнеско като част от Раннохристиянските и византийските паметници в Солун.
Солун е укрепен още от създаването си през IV век пр. Хр., но по-късните стени датират от ранновизантийския период (от около 390 г.) и включват части от по-ранните стени от III век пр. Хр. Стените са изградени по типичния късноримски метод на зидария от дялан камък, редувана с тухлени редове. Северната част на стените граничи с акропола на града, който образува отделно укрепено място, в което от своя страна има друга крепост - Еди куле.

## Галерия
- Стените около 1919 г.
- Част от стените
- Част от стените, на фона на една от оцелелите врати
- Триъгълната кула (Тригонио)